# 3年B組一八先生
『3年B組一八先生』（さんねんビーぐみインパチせんせい）は、錦ソクラによる日本の麻雀漫画。2012年6月から2020年2月まで『近代麻雀』に掲載された。当初は不定期連載だったが人気の上昇に伴い月1の連載に変更された。

## 概要
テレビドラマ『3年B組金八先生』のパロディで、雀中学3年B組の担任教師の坂本一八が、さまざまな相手と麻雀対決をするのが基本的な流れとなる。また、タイトルの通り対決はオーラスの親番で一八が親の跳満（18000点＝インパッチ）で上がるのが恒例となっている。
最大の特徴として、作中で一八と麻雀対決をするキャラクターが古今東西の漫画・アニメ作品のパロディとなっており、画風もパロディ元作品を踏襲したものとなっていることが挙げられる。そのパロディの完成度の高さからSNSを中心に話題を集める一方、編集部側はあまり人気になりすぎても困るという複雑な心境を明かしている。
パロディ元の作者の中には本作に言及するものも現れており、『スプリガン』の原作者であるたかしげ宙は容認するコメントをした一方、『孤独のグルメ』原作者の久住昌之は「これはまずいんじゃないの？竹書房さん」と発言している。
2019年10月には『終末のワルキューレ』とのコラボレーション企画で月刊コミックゼノンに出張掲載も行われた。

## 登場キャラクター
坂本一八
坂本金八（演 - 武田鉄矢）のパロディキャラクター。作中では武田が演じた他作品のキャラクター（『刑事物語』等）に扮することもある。
加藤優
加藤優（演 - 直江喜一）のパロディキャラクター。作中では常識人のキャラクターで、一八やゲストキャラクターの言動にツッコミを入れる役割も担っている。
室塚先生
乾先生（演 - 森田順平）のパロディキャラクターだがデザインは『天空の城ラピュタ』のムスカのパロディになっている。
本田先生
本田先生（演 - 高畑淳子）のパロディキャラクターだが弓月光タッチで描かれているためあまり高畑とは似ていない。
坂本乙女、耕作
一八の娘と息子で金八の娘と息子の坂本乙女、幸作（演 - 星野真里、佐野泰臣）のパロディキャラクター。乙女は星野より幼く可愛らしく描かれており、耕作は佐野を意識したデザインになっているが登場回数は乙女より少ない。
大森巡査
大森巡査（演 - 鈴木正幸）のパロディキャラクター。麻雀では一八に大敗しており一八から負け分の支払いを催促されているが、賭博法違反を見逃していると言い大抵踏み倒している。
金末健次郎
兼末健次郎（演 - 風間俊介）のパロディキャラクターだが、デザインは『DEATH NOTE』の夜神月のパロディとなっている。本家同様に教師をリンチにかけた。
冴和了
『シティーハンター』の主人公・冴羽獠のパロディーキャラクターで、別名は「ポンチーハンター」。外見は獠そのもので、イケメンなのにその魅力をぶち壊しにするような比類なきスケベぶりも獠と同じ。また、了が登場する際は、一八の顔が同じく『シティーハンター』の登場人物・海原神の外見に描かれている。
捲村香
『シティーハンター』のヒロイン・槇村香のパロディーキャラクターで、苗字の読みは「まくりむら」。外見は槇村香そのもので、了のセクハラ行為に対する制裁の仕方も原作と同じ。